# Киликия (римская провинция)
Килики́я (лат. Cilicia) — римская провинция, которая располагалась на территории юго-восточного побережья Турции.
Прокураторская провинция Киликия была организована в 101—100 годах до н. э. и существовала вплоть до 67 года до н. э., когда в состав изначальной провинции (состоявшая из Ликаонии, Писидии, Памфилии, юго-восточной Фригии и Киликии Трахеи, за исключением её береговой линии, кишащей пиратами) была включена и Киликия Педиада после кампании Гнея Помпея «Великого». Таким образом, провинция Киликия объединила почти все южное малоазиатское побережье Средиземного моря. Киликия Трахея находилась на западе и была гористой, а Киликия Педиада располагалась восточнее и преобладающий характер местности в ней был равнинный. Контакты с другими областями Малой Азии осуществлялись через известный перевал, называемый Киликийскими воротами.
В состав Киликии в 58 году до н. э. был включён остров Кипр. В 27 году до н. э. область стала императорской провинцией со столицей в Тарсе, управлявшейся наместником в преторском ранге. Несколько лет спустя, в 22 году до н. э., от Киликии был отделён Кипр, который стал независимой провинцией (он был сенатской провинцией, управляемой проконсулом преторского ранга). Возможно, что сама Киликия была объединена с Сирией, в то время как горная её часть была под управлением местных царьков. Окончательно провинция была восстановлена в 74 году по приказу императора Веспасиана и её главой был легат Августа пропретор.

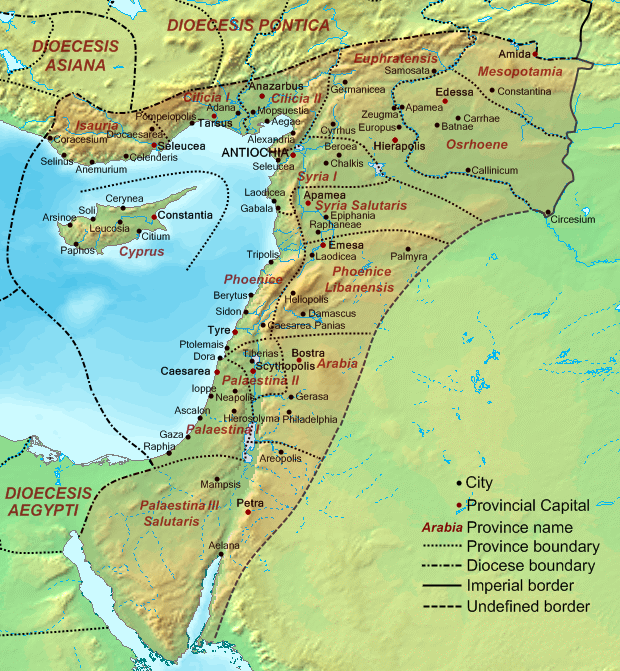
Две Киликии в 400 году

В 297 году в результате административно-территориальной реформы императора Диоклетиана Киликия была включена в состав Восточного диоцеза. В правление Константина I Киликия стала частью преторианской префектуры Востока. Впрочем, уже при Феодосии I провинция была разделена на две части: «Киликию Первую», со столицей в Тарсе, и «Киликию Вторую» (со столицей в Аназарбе).